# 神戸北郵便局
神戸北郵便局（こうべきたゆうびんきょく）は、兵庫県神戸市北区にある郵便局。民営化前の分類では集配普通郵便局であった。

## 概要
住所：〒651-1199 兵庫県神戸市北区北五葉2-1-15

## 沿革
- 1930年（昭和5年）4月1日 - 小部（おぶ）郵便局として開局。
- 1968年（昭和43年）4月28日 - 電話交換および和文電報配達業務を小部電報電話局に移管[1]。
- 1971年（昭和46年）6月30日 - 特定郵便局から普通郵便局に局種別改定するとともに兵庫北郵便局に改称。
- 1972年（昭和47年）11月20日 - 神戸市兵庫区鈴蘭台東町一丁目から同区北五葉二丁目（現在地）に移転。
- 1973年（昭和48年）8月1日 - 旧武庫郡山田村および旧有馬郡、旧美嚢郡の地域が兵庫区から分区して北区が成立したことに伴い、当局の所在地の住所が『神戸市北区北五葉二丁目』に変更になる。
- 1974年（昭和49年）3月1日 - 神戸北郵便局に改称。
- 1998年（平成10年）9月1日 - 外国通貨の両替および旅行小切手の売買に関する業務取扱を開始。
- 2007年（平成19年）10月1日 - 民営化に伴い、併設された郵便事業神戸北支店に一部業務を移管。
- 2012年（平成24年）10月1日 - 日本郵便株式会社発足に伴い、郵便事業神戸北支店を神戸北郵便局に統合。

## 取扱内容
- 郵便、印紙、ゆうパック、内容証明
- 貯金、為替、振替、振込、国際送金、外貨両替・トラベラーズチェック、国債、投資信託
- 生命保険、バイク自賠責保険、自動車保険
- 地方公共団体事務（兵庫県住宅再建共済基金利用申込取次事務）
- ゆうちょ銀行ATM
- 神戸市北区内の一部地域（〒651-11xxの区域）の集配業務
- ゆうゆう窓口

## 周辺
- 神戸市消防局北消防署
- 兵庫県立鈴蘭台西高等学校
- 神鉄食彩館西鈴店

## アクセス
- 神戸電鉄粟生線 西鈴蘭台駅から徒歩約5分
- 神戸市バス、阪急バス 西鈴蘭台駅前停留所下車
- 阪神高速北神戸線 藍那出入口から東へ約700m
- 駐車場あり：3台